# De teleurgestelden
De teleurgestelden is een hoorspel van Julius Hay. De Westdeutscher Rundfunk zond Die Enttäuschten uit op 6 november 1968. Het werd vertaald  door H.M. Reder en de AVRO zond het uit op donderdag 22 oktober 1970. De regisseur was Jacques Besançon. Het hoorspel duurde 47 minuten.

## Rolbezetting (voorlopig slechts gedeeltelijk, daar de afkondiging niet bewaard is gebleven)
- Peter Aryans (Anton Berkó)
- Tom van Beek (Franz Berkó, zijn zoon)
- ? (Virgil Tamási)
- ? (Paula)
- ? (mevrouw Kovács)
- ? (een man)

## Inhoud
Deze komedie dateert van na de mislukte revolte in Hongarije in 1956. De mensen die erin optreden voelen zich teleurgesteld in de revolutie, de welvaart van het Westen en in de liefde: twee ingenieurs, vader en zoon, staan tegenover elkaar. De vader weigerde te vluchten en wilde aan het socialisme nog een kans geven. De zoon zocht de realisatie van zijn idealen in het Westen. Na twaalf jaar zien ze elkaar terug...